# یوگو کوچی
یوگو کوچی (انگلیسی: Yugo Kochi؛ زادهٔ ۸ مارس ۱۹۹۴) خوانندگی، بازیگر اهل ژاپن است. وی از سال ۲۰۰۹ میلادی تاکنون مشغول فعالیت بوده‌است.